# Tena Jeić Gajski
Tena Jeić Gajski (Zagreb, 31. svibnja 1979.) je hrvatska kazališna, televizijska i filmska glumica.

## Filmografija

### Televizijske uloge
- "U dobru i zlu" kao Gabrijela Crnogorac (2024. – danas)
- "Mrkomir Prvi" kao konobarica (2024.)
- "Dar mar" kao matičarka (2021.)
- "Drugo ime ljubavi" kao Silvija Krpan (2019.)
- "Ko te šiša" kao Maja (2019.)
- "Instruktor" kao Laura (2010.)
- "Mamutica" kao Vanja (2009.)
- "Hitna 94" kao Dr. Martina Kovač (2008.)
- "Ljubav u zaleđu" kao Vanda (2005.)

### Filmske uloge
- "Siguran let" kao Monika (2017.)
- "Tanja" (kratki film) kao djevojka u baru (2016.)
- "S one strane" kao Nives (2016.)
- "Zagrebačke priče Vol. 3" kao Marinova supruga Sanja (segment "Orah") (2015.)
- "Narodni heroj Ljiljan Vidić" kao Vesna (2015.)
- "Šuma summarum" kao prevoditeljica (2010.)
- "Metastaze" kao tenisačica (2009.)
- "Reciklus" kao prodavačica novina (2008.)
- "Snivaj, zlato moje" kao Janja Bartolić (2005.)
- "Slučajna suputnica" kao prodavačica odjeće (2004.)
- "Ne dao Bog većeg zla" kao medicinska sestra (2002.)

### Sinkronizacija
- "Princeza Ema" kao Karlotta (2019.)
- "Prinčeva strana priče" kao Leonora/Lenny (2018.)
- "Hugo i lovci na duhove" kao Emily (2016.)
- "Franklin" kao Sam i teta Lucy (2008.)
- "Pčelin plan" kao Bonnie (2007.)

## Vanjske poveznice
- Tena Jeić Gajski u internetskoj bazi filmova IMDb-u (engl.)
- Stranica na Kazalište Trešnja.hr